# Leptodactylus
Leptodactylus es un género de anfibios anuros de la familia Leptodactylidae. Se distribuyen por toda la América neotropical.

## Especies
Se reconocen las siguientes según ASW:
- Leptodactylus albilabris (Günther, 1859)
- Leptodactylus apepyta Schneider, Cardozo, Brusquetti, Kolenc, Borteiro, Haddad, Basso, & Baldo, 2019[2]
- Leptodactylus bolivianus Boulenger, 1898
- Leptodactylus bufonius Boulenger, 1894
- Leptodactylus caatingae Heyer & Juncá, 2003
- Leptodactylus camaquara Sazima & Bokermann, 1978
- Leptodactylus chaquensis Cei, 1950
- Leptodactylus colombiensis Heyer, 1994
- Leptodactylus cunicularius Sazima & Bokermann, 1978
- Leptodactylus cupreus Caramaschi, Feio & São Pedro, 2008
- Leptodactylus didymus Heyer, García-López & Cardoso, 1996
- Leptodactylus diedrus Heyer, 1994
- Leptodactylus discodactylus Boulenger, 1884
- Leptodactylus elenae Heyer, 1978
- Leptodactylus fallax Müller, 1926
- Leptodactylus flavopictus Lutz, 1926
- Leptodactylus fragilis (Brocchi, 1877)
- Leptodactylus furnarius Sazima & Bokermann, 1978
- Leptodactylus fuscus (Schneider, 1799)
- Leptodactylus gracilis (Duméril & Bibron, 1840)
- Leptodactylus griseigularis (Henle, 1981)
- Leptodactylus guianensis Heyer & de Sá, 2011
- Leptodactylus hylodes (Reinhardt & Lütken, 1862)
- Leptodactylus insularum Barbour, 1906
- Leptodactylus jolyi Sazima & Bokermann, 1978
- Leptodactylus knudseni Heyer, 1972
- Leptodactylus labrosus Jiménez de la Espada, 1875
- Leptodactylus labyrinthicus (Spix, 1824)
- Leptodactylus laticeps Boulenger, 1918
- Leptodactylus latinasus Jiménez de la Espada, 1875
- Leptodactylus latrans (Steffen, 1815)
- Leptodactylus lauramiriamae Heyer & Crombie, 2005
- Leptodactylus leptodactyloides (Andersson, 1946)
- Leptodactylus lineatus (Schneider, 1799)
- Leptodactylus lithonaetes Heyer, 1995
- Leptodactylus longirostris Boulenger, 1882
- Leptodactylus luctator Hudson, 1892
- Leptodactylus macrosternum Miranda-Ribeiro, 1926
- Leptodactylus magistris Mijares-Urrutia, 1997
- Leptodactylus marambaiae Izecksohn, 1976
- Leptodactylus melanonotus (Hallowell, 1861)
- Leptodactylus myersi Heyer, 1995
- Leptodactylus mystaceus (Spix, 1824)
- Leptodactylus mystacinus (Burmeister, 1861)
- Leptodactylus natalensis Lutz, 1930
- Leptodactylus nesiotus Heyer, 1994
- Leptodactylus notoaktites Heyer, 1978
- Leptodactylus oreomantis[3] Carvalho, Leite & Pezzuti, 2013
- Leptodactylus paraensis Heyer, 2005
- Leptodactylus pascoensis Heyer, 1994
- Leptodactylus pentadactylus (Laurenti, 1768)
- Leptodactylus peritoaktites Heyer, 2005
- Leptodactylus petersii (Steindachner, 1864)
- Leptodactylus plaumanni Ahl, 1936
- Leptodactylus podicipinus (Cope, 1862)
- Leptodactylus poecilochilus (Cope, 1862)
- Leptodactylus pustulatus (Peters, 1870)
- Leptodactylus rhodomerus Heyer, 2005
- Leptodactylus rhodomystax Boulenger, 1884
- Leptodactylus rhodonotus (Günther, 1869)
- Leptodactylus riveroi Heyer & Pyburn, 1983
- Leptodactylus rugosus Noble, 1923
- Leptodactylus sabanensis Heyer, 1994
- Leptodactylus savagei Heyer, 2005
- Leptodactylus sertanejo Giaretta & Costa, 2007
- Leptodactylus silvanimbus McCranie, Wilson & Porras, 1980
- Leptodactylus spixi Heyer, 1983
- Leptodactylus stenodema Jiménez de la Espada, 1875
- Leptodactylus syphax Bokermann, 1969
- Leptodactylus tapiti Sazima & Bokermann, 1978
- Leptodactylus troglodytes Lutz, 1926
- Leptodactylus turimiquensis Heyer, 2005
- Leptodactylus validus Garman, 1888
- Leptodactylus vastus Lutz, 1930
- Leptodactylus ventrimaculatus Boulenger, 1902
- Leptodactylus viridis Jim & Spirandeli Cruz, 1973
- Leptodactylus wagneri (Peters, 1862)

Además, las siguientes especies se clasifican en este género incertae sedis:
- Rana boans Lacépède, 1788
- Rana rubella Daudin, 1801